# Felix von Trier
Felix von Trier († um 399) war Bischof von Trier.
Felix wurde 386 Bischof von Trier. In seine Amtszeit fiel der Prozess gegen Priscillian und seine Anhänger sowie deren Hinrichtung wegen Irrlehre und Zauberei. Diesen Prozess kann man als das erste Inquisitionsverfahren der Kirche betrachten.
Die Tatsache, dass die Todesurteile gegen die Priszillianer trotz energischen Widerspruchs vieler Bischöfe des Westens, darunter auch berühmter Persönlichkeiten wie Martin von Tours und Ambrosius von Mailand, gefällt worden waren, sollte für Felix bittere Konsequenzen haben: Papst Siricius, Martin von Tours, Ambrosius von Mailand und andere Bischöfe lösten die Gemeinschaft mit allen Bischöfen auf, die sich am Prozess gegen Priscillian beteiligt hatten.
Felix wurde vorgeworfen, er habe sich nicht energisch genug gegen die Urteilsverkündung eingesetzt.
Auf einer Bischofssynode 398 in Turin wurden alle Bischöfe wieder in die Gemeinschaft mit Rom aufgenommen, die sich verpflichteten, jeglichen Kontakt mit Felix abzubrechen. Damit war der Trierer Bischof weitgehend isoliert.
Im Jahr 398 verzichtete Felix auf seinen Bischofsstuhl.
Felix ließ die Gebeine des Paulinus von Phrygien nach Trier bringen und errichtete eine Kirche, die zu den Vorgängerbauten von St. Paulin gehört. In der Krypta der heutigen Kirche werden seine Gebeine aufbewahrt.
Sein Gedenktag ist der 26. März.